# Victor Henry (journaliste)
Pour les articles homonymes, voir Victor Henry et Henry.
Ne doit pas être confondu avec Victor Henry (1850-1907).
Victor Henry est un journaliste belge catholique né à Marche-en-Famenne le 10 juin 1832, d’Albert Joseph Henry, receveur des contributions directes et accises, et de Marie Joseph Antoinette Dagneux. Frère de Louis Henry, professeur de chimie, à l’Université de Louvain. Il épouse Marie François, fille d’un professeur de médecine, dont il aura deux enfants. Ami intime des journalistes Eugène Moressée et Alexandre Delmer (père). Il décède à Schaerbeek le 14 septembre 1896, à l'âge de 64 ans.

## Un étudiant engagé
En 1859, le notaire Guillaume Van Bockel fait appel à ses services pour la campagne électorale du mois de janvier, à Louvain. Il organise les stokslagers, dirigés par Eugène Moressée. Ces hommes, armés de bâtons, étaient chargés de protéger les électeurs catholiques provenant de la campagne environnante.

## Docteur en sciences politiques et administratives
Après des études à l’Université de Louvain, où il fait la connaissance d’Eugène Moressée et de Paul de Gerlache, il décroche le diplôme de docteur en sciences politiques et administratives (1860). 

## Journaliste catholique libéral
Victor Henry commence sa carrière de journaliste au Courrier de Huy, puis entre, en juin 1860, à L’Universel, un journal catholique libéral, sur la recommandation de son professeur d’Histoire, Jean Moeller. C’est là qu’il fait la connaissance d’Alexandre Delmer, avec lequel il rédige la revue de presse. Il écrit également es articles de fond sur la politique intérieure belge. Son directeur, Prosper de Haulleville, était impressionné par la qualité de sa plume, si alerte et si souple, alliée à ses pointes d’humour, souvent sarcastiques. Catholique libéral convaincu, il combattait l’ultramontanisme étroit et rigide du Bien Public et de La Croix.

## De santé fragile
Ayant contracté la phtisie (ancien mot qui désignait la tuberculose), Victor Henry se voit contraint d’arrêter de travailler pendant six mois. Durant toute sa vie, il sera aux prises avec des ennuis de santé.

## Un avenir incertain
Après la faillite de L’Universel (1861), on lui propose une place de rédacteur au Nouvelliste de Verviers. Mais, désireux de rejoindre son ami, Alexandre Delmer au Courrier de Bruxelles, il refuse le poste. Ce journal ne l’engageant pas, Victor Henry part pour Paris, comme précepteur du fils d’Hadelin, comte de Liedekerke-Beaufort. En juin 1863, il rejoint Eugène Moressée, rédacteur en chef de l’hebdomadaire, L’Union de Dinant, fondé par Hadelin. À eux deux, par la virulence de leurs articles, ils réussissent à défaire le libéral, Charles Rogier.

## Secrétaire de la société Langrand-Dumonceau
Grâce à l’intervention d’Hadelin, comte de Liedekerke-Beaufort, il devient secrétaire du financier catholique, Langrand-Dumonceau. Mais, la faillite de la société, bientôt accusée de dol et de fraude, le pousse à s’exiler quelque temps en Angleterre. Revenu en Belgique, il est emprisonné aux Petits-Carmes, à Bruxelles. Défendu en appel par Edmond Picard, il est acquitté et réhabilité, le 12 déc. 1872.

## Rédacteur en chef du Journal d’Anvers
Reprenant son poste de directeur au Journal d’Anvers, où il était entré, le 26 avril 1871, à la suggestion de son ami, Alexandre Delmer, il y devient le représentant de l’utramontanisme belge modéré, jusqu’en juillet 1877, date à laquelle le président du comité le renvoie, prétextant des raisons financières. Jugé trop favorable au catholicisme libéral, on refuse son entrée au Courrier de Bruxelles. Il prend alors la direction de L’Avenir de Charleroi (1878), qu’il quitte l’année suivante, à la suite de différends internes.

## La fin de sa carrière
De 1879 à 1881, il est attaché au Journal de Bruxelles. En 1883 et 1884, il est rédacteur politique au Courrier de la Vesdre, dernier poste qu’il occupe avant de devenir correspondant bruxellois du Bien Public, du Diario de Barcelone, de La Patrie (d’Amand Neut) et de La Voix du Luxembourg (d’Eugène Moressée).

## Quelques œuvres
- La dévotion aux saints Rois Mages. Etude hagiographique sur la Confrérie des trois saints Rois, fondée en 1671, dans la chapelle du monastère des Dames chanoinesses de Berlaymont, à Bruxelles, rétablie en 1861..., Bruxelles, Wuyts, [1870?], 68 p. 8 vo.
- Le cardinal Sterckx, archevêque de Malines, primat de Belgique, Bruxelles, 1871.
- Le baron de Gerlache, Bruxelles, 1871.
- Monastère de Berlaymont, sous l’invocation de la reine de tous les saints: souvenirs historiques, Louvain, Lefever, 1881, v. 2-4; 3 in 1 v.
- Souvenirs historiques, 2 vol., Bruxelles, 1875-1881.
- Journalisme et politique: recueil de notes et souvenirs à la mémoire de Victor Henry. Namur: Wesmael-Charlier, 1929, 153 p.

## Source
- Nouvelle Biographie nationale, tome 1, 1988, p. 160-163.